# Mühlenkopfschans
De Mühlenkopfschanze is een skischans nabij het plaatsje Willingen in Duitsland. De schans is in 1951 gebouwd en in 2000 uitgebreid gemoderniseerd.
De schans is gebouwd op de Mühlenkopf, een berg in het noordoosten van het Rothaargebergte in het Sauerland. Ze staat ongeveer 700 meter zuidelijk van het centrum van Stryck-Willingen. Het hoogteverschil tussen de top van de schans en de uitloop is ongeveer 156 meter.
Jaarlijks organiseert de FIS er wereldbekerwedstrijden.

## Externe link

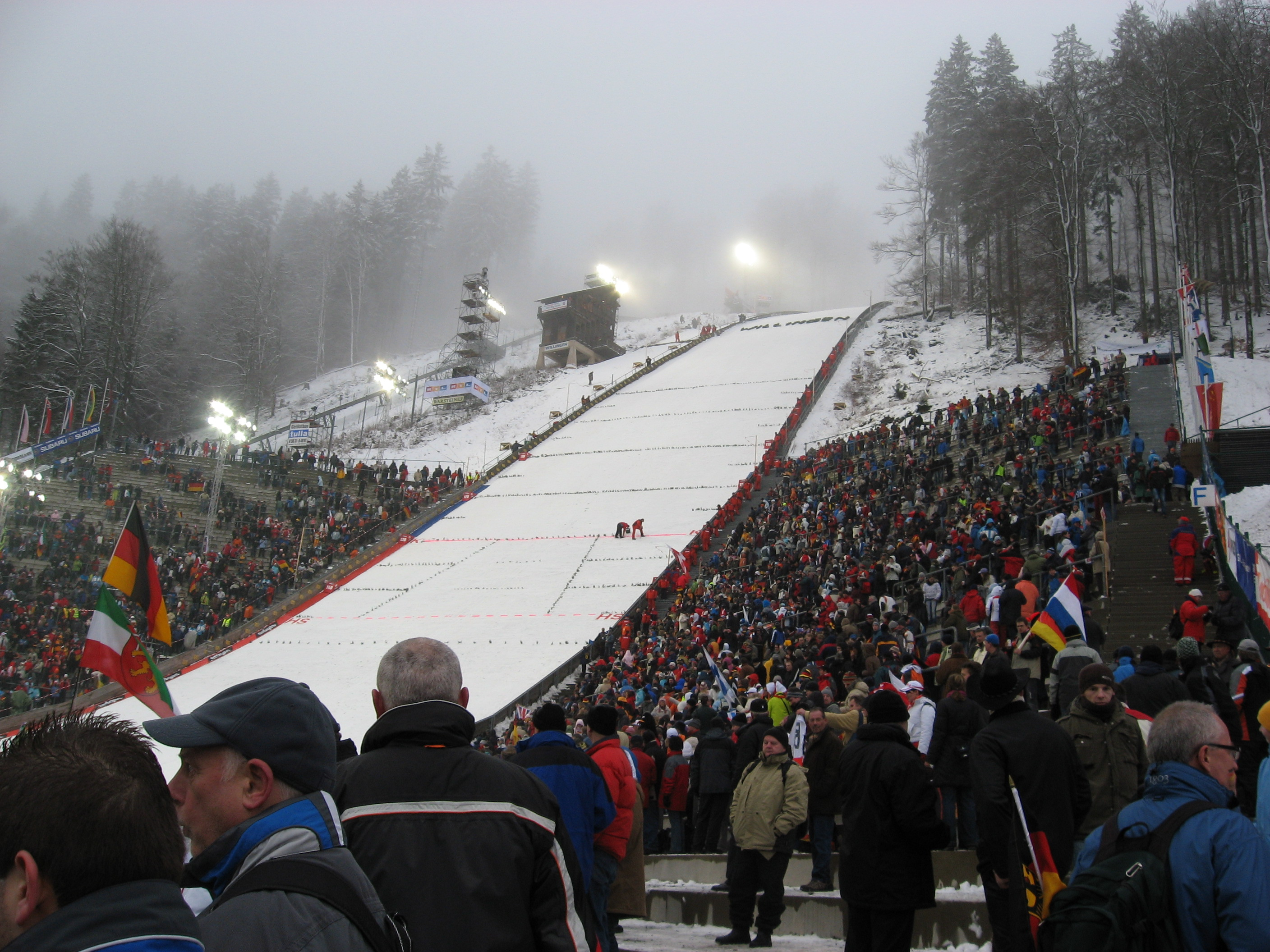
Mühlenkopfschanze in de winter